# فلفل سيرانو
فلفل سيرانو ( Capsicum annuum )- هو نوع من الفلفل الحار يعود أصله إلى المناطق الجبلية في ولايتي بويبلا وهيدالغو المكسيكيتين.  ووفقًا لمقياس سكوفيل، تتراوح قوة الطعم الحار لفلفل سيرانو ما بين 10000 إلى 25000 وحدة سكوفيل. اسم الفلفل يشير إلى سلاسل جبال سييرا في هذه المناطق المكسيكية.  يدخل هذا النوع من الفلفل عادة في صناعة الصلصات الحارة.  

## نبات سيرانو

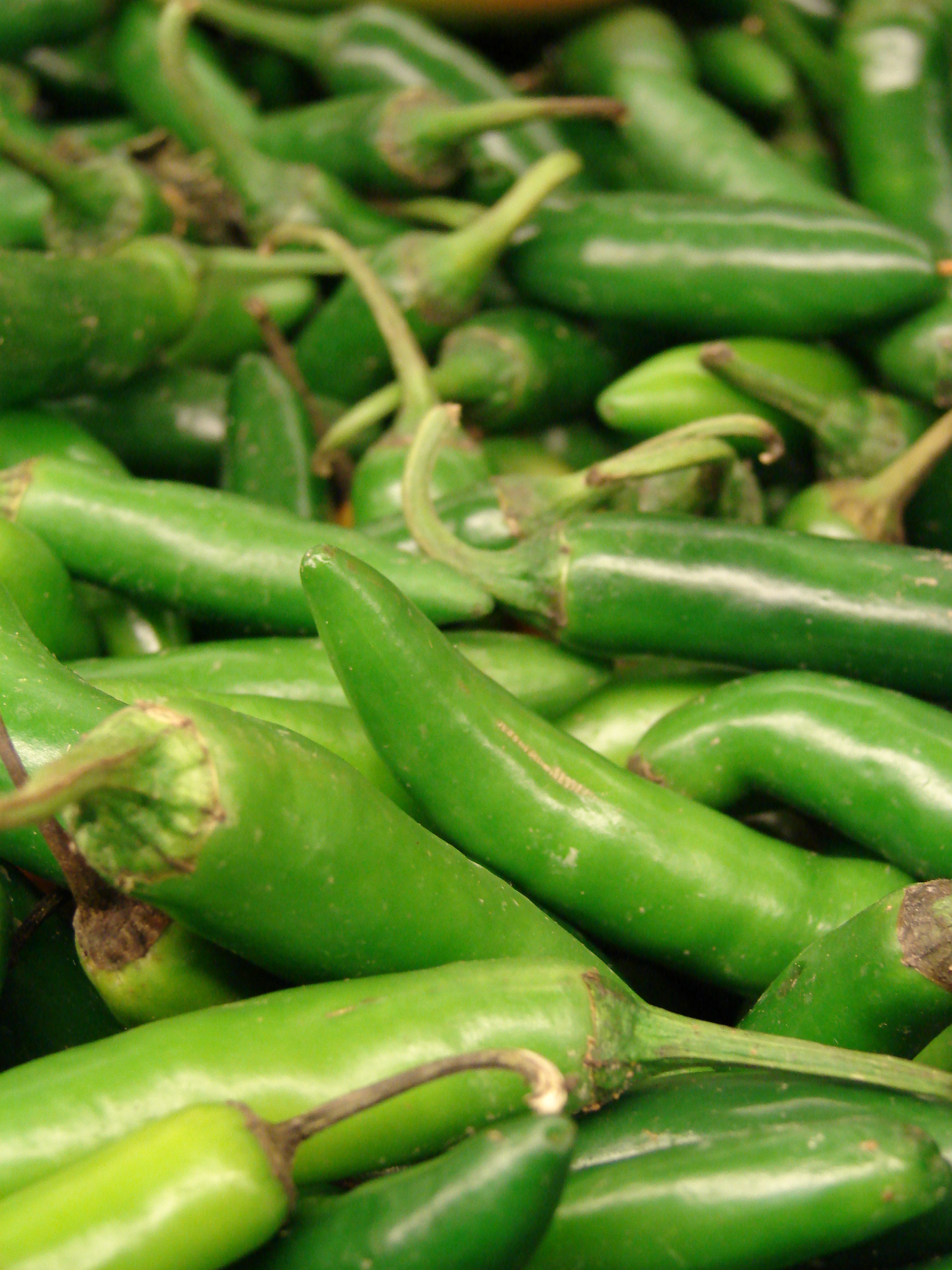
لقطة مقربة لفلفل سيرانو غير الناضج

يصل ارتفاع نباتات فلفل سيرانو الناضجة إلى 0.5–1.5 متر (1 قدم 8 بوصة–4 قدم 11 بوصة).  وباستطاعة كل نبات أن ينتج ما يصل إلى 50 حبة فلفل (وليس قرون نباتية حقيقية).  يمكن قطف الثمار وهي خضراء أو ناضجة. ثمار فلفل سيرانو غير الناضجة يكون لونها أخضر، إلا أن هذا اللون يختلف عند النضج؛ الألوان الشائعة للثمار الناضجة هي الأخضر والأحمر والبني والبرتقالي والأصفر. تنمو نباتات فلفل سيرانو بشكل أفضل في التربة ذات أس هيدروجيني يتراوح بين 7.0 و8.5، وفي درجات حرارة دافئة فوق 24 °م (75 °ف) والنباتات لديها قدرة تحمل منخفضة للصقيع. 

## ثمار سيرانو
يتم تناول ثمار فلفل سيرانوعادة نيئة، ويكون لها نكهة واضحة وطعم لاذع، وتكون أكثر سخونة بشكل ملحوظ من فلفل هالبينو. تُستخدم فلفل سيرانو أيضًا بشكل شائع في صنع بيكو دي جايو وصلصة السالسا، حيث أن الفلفل الحار لحمي بشكل خاص مقارنة بالأنواع الأخرى، مما يجعله مثاليًا لمثل هذه الأطباق. 
ويعد فلفل سيرانو ثاني أكثر أنواع الفلفل الحار استخدامًا في المطبخ المكسيكي.  تنتج ولاياتفيراكروز، وسينالوا، وناياريت، وتاماوليباس المكسيكية حوالي 180 ألف طن من السيرانو سنويًا. 

## معرض الصور

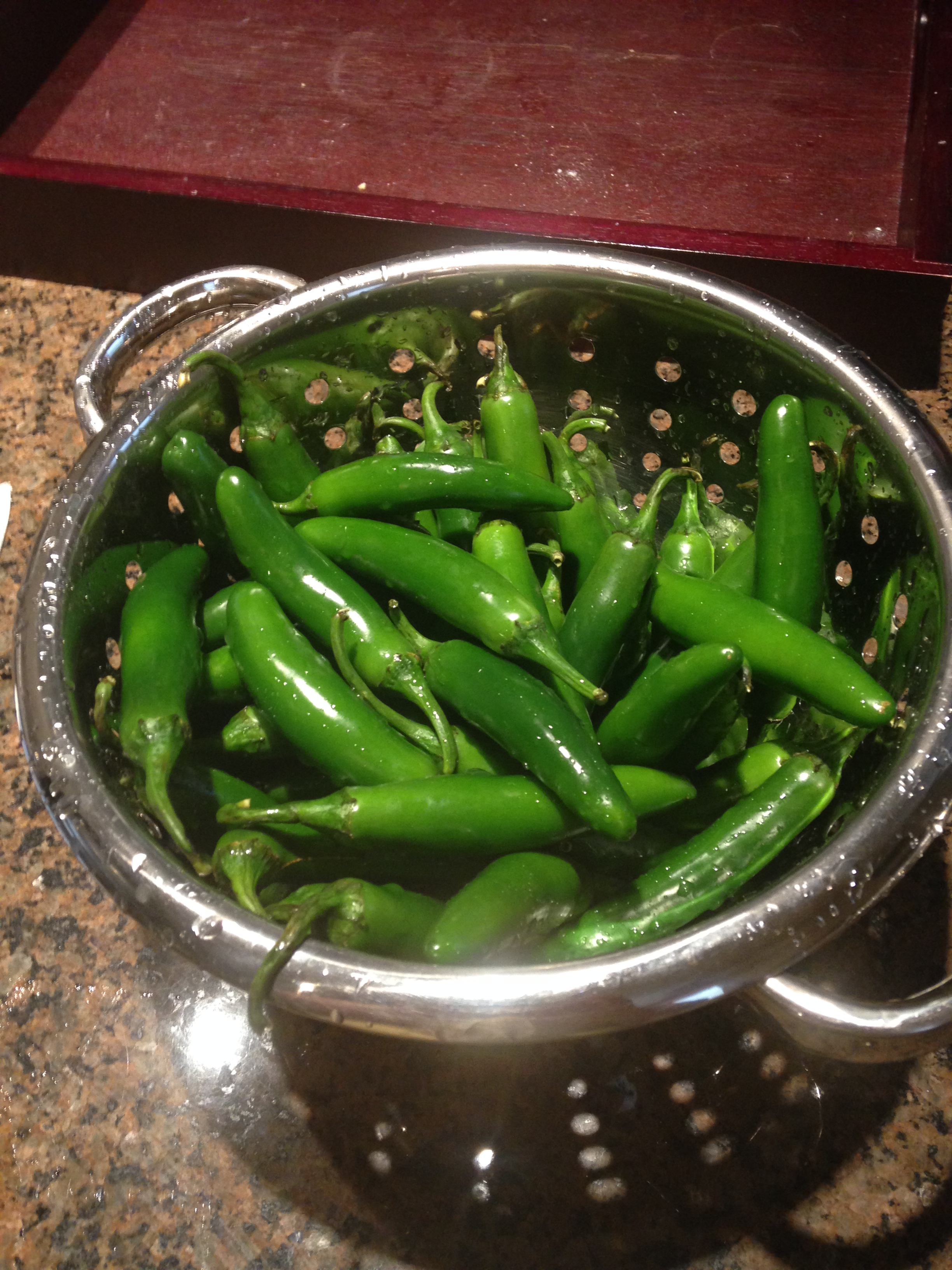
فلفل سيرانو
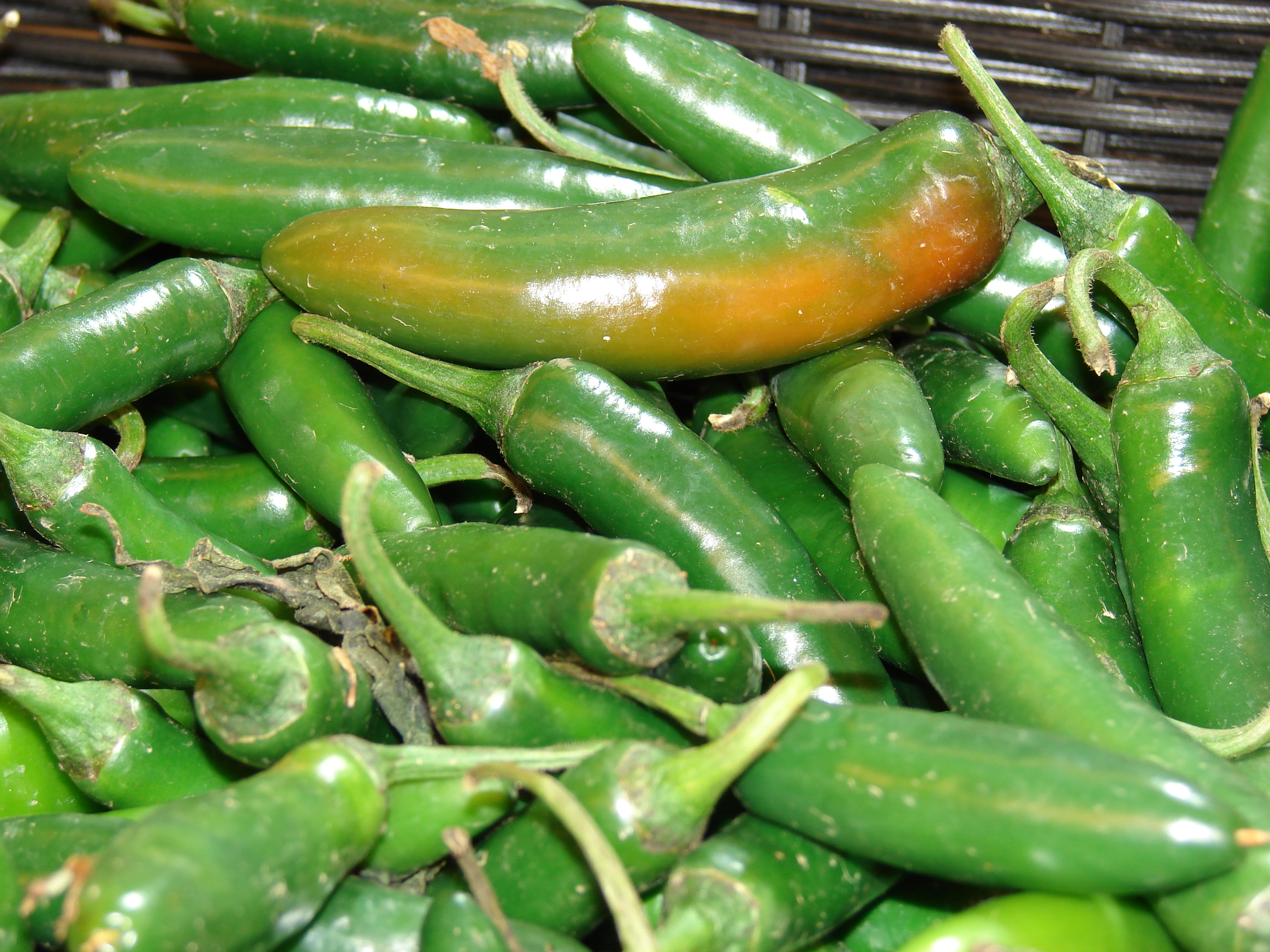
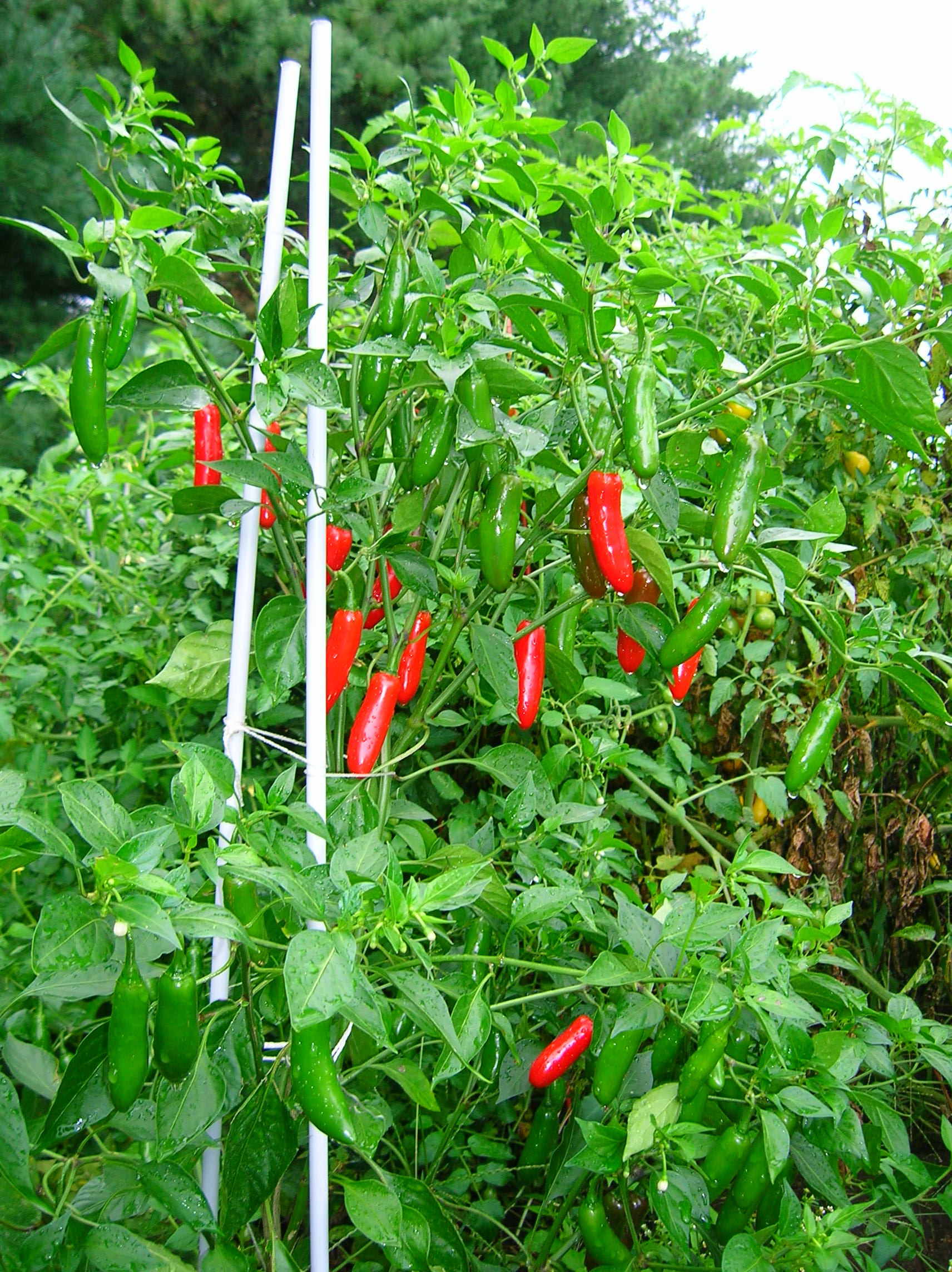
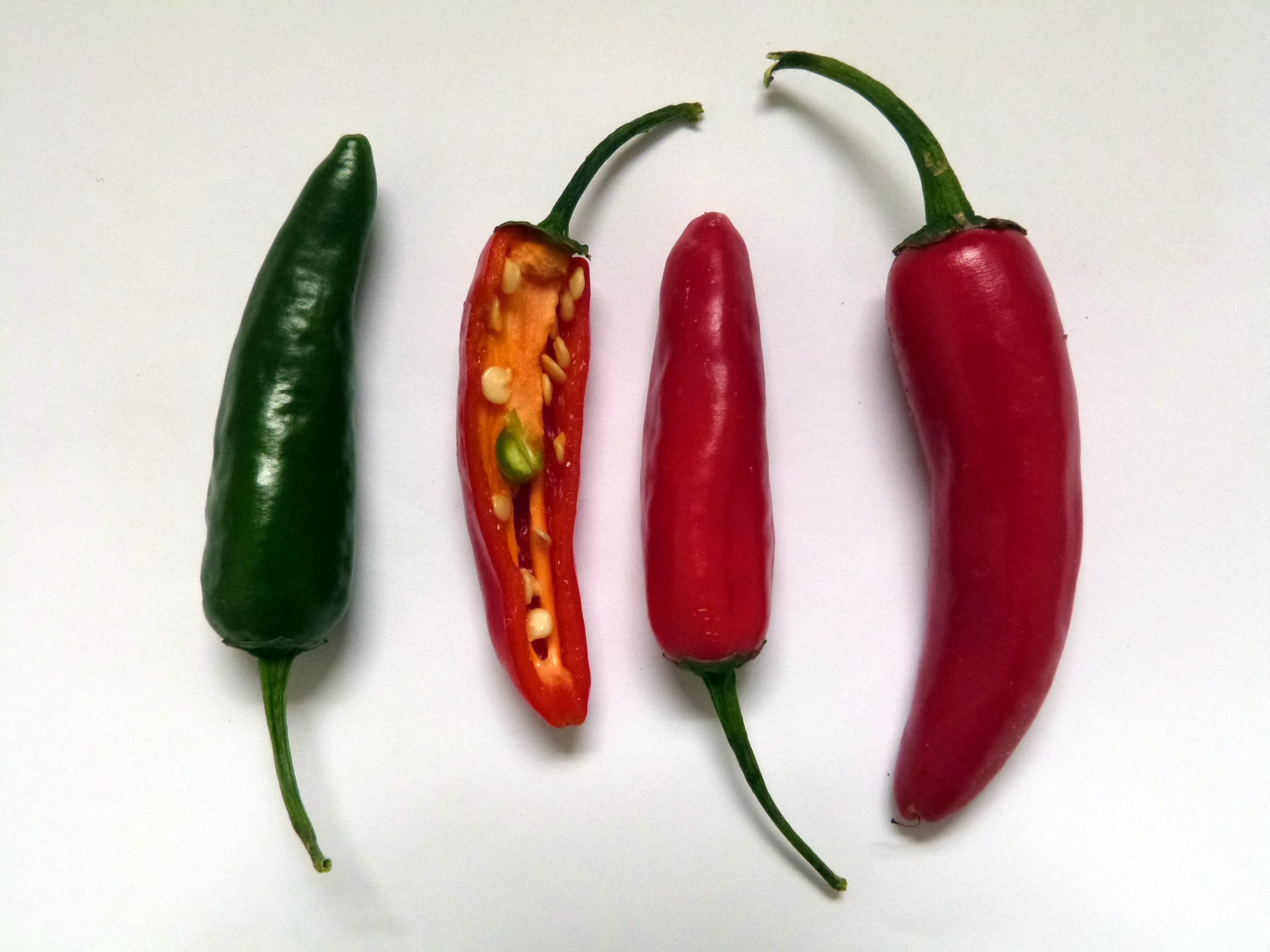
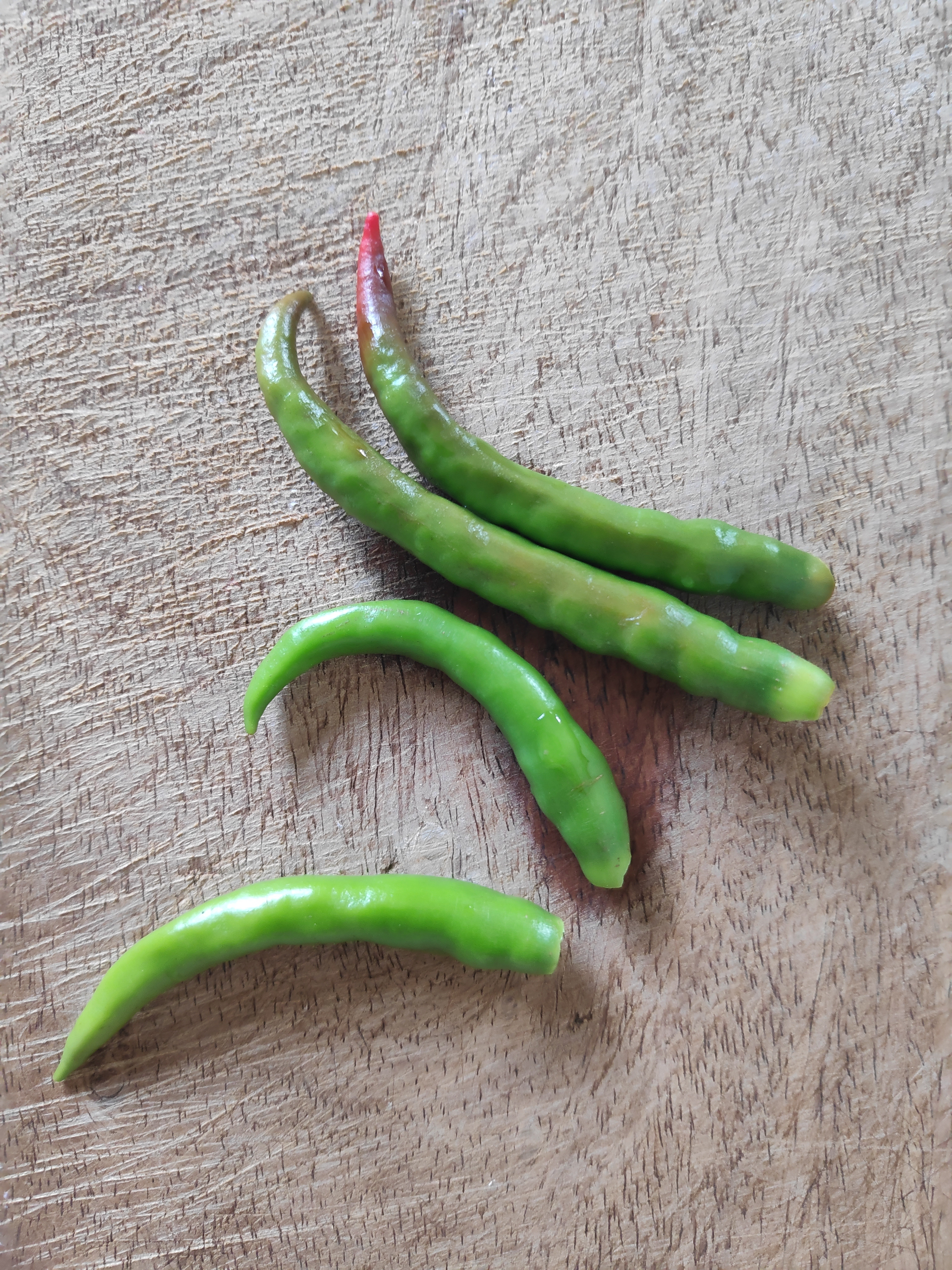
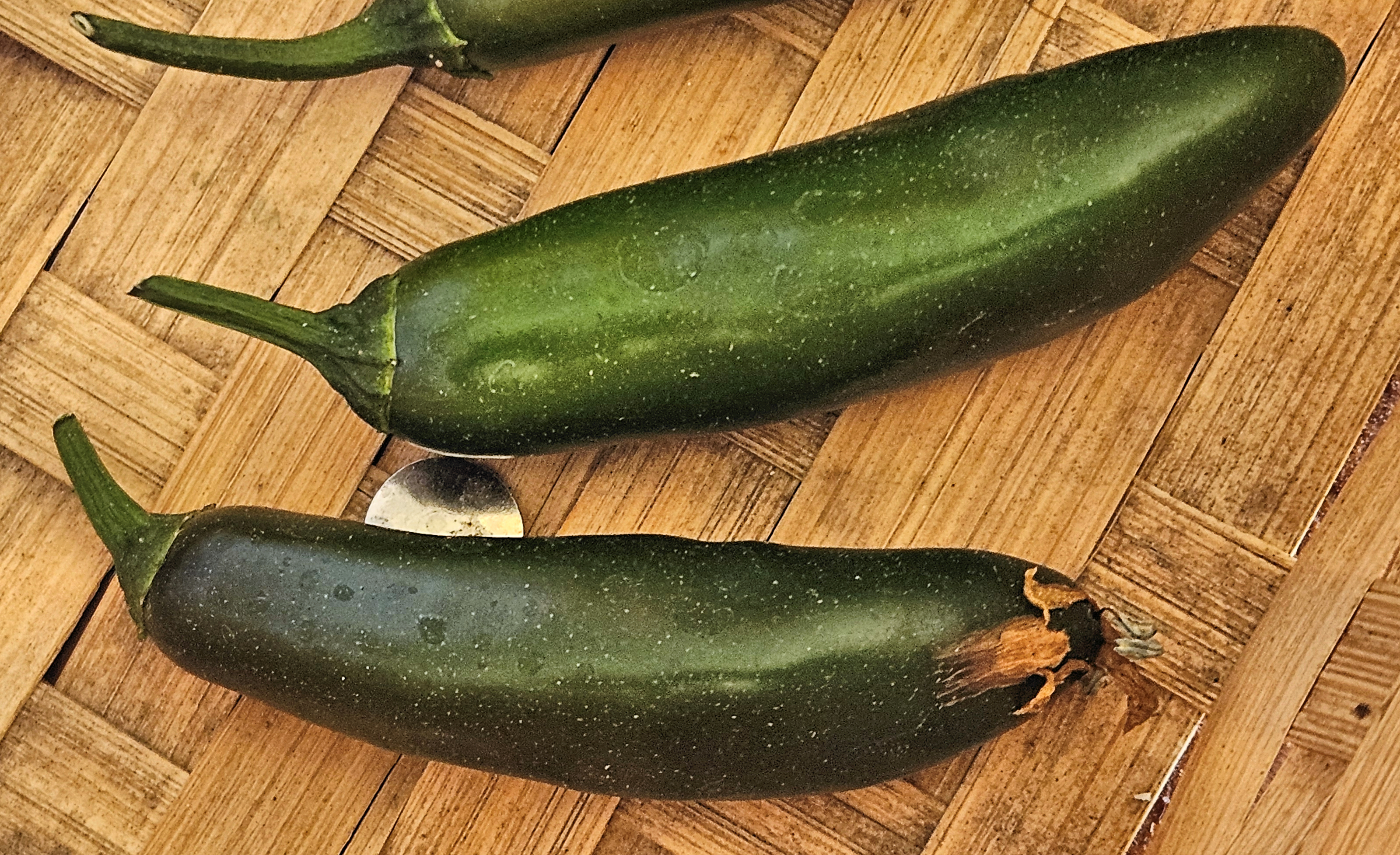
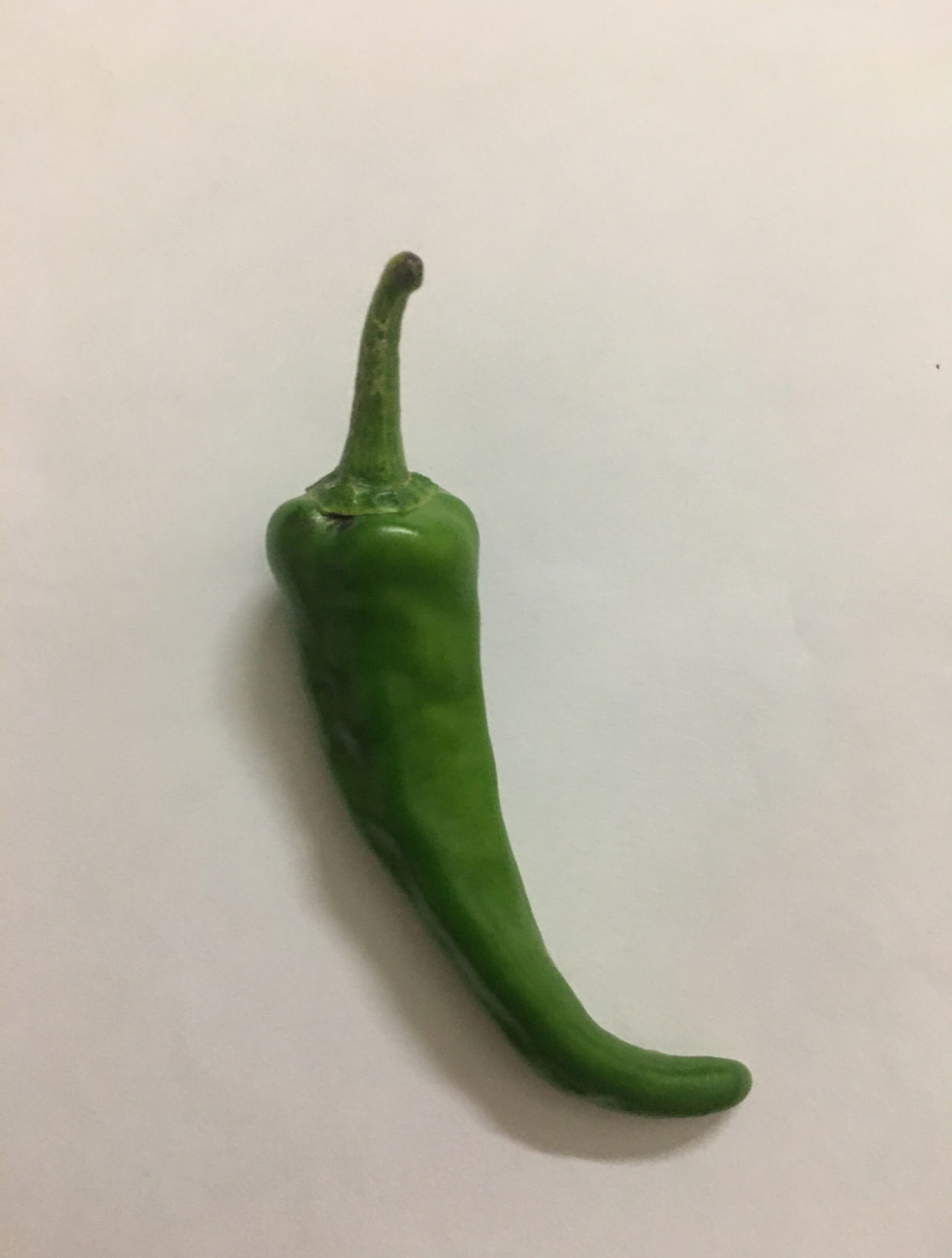
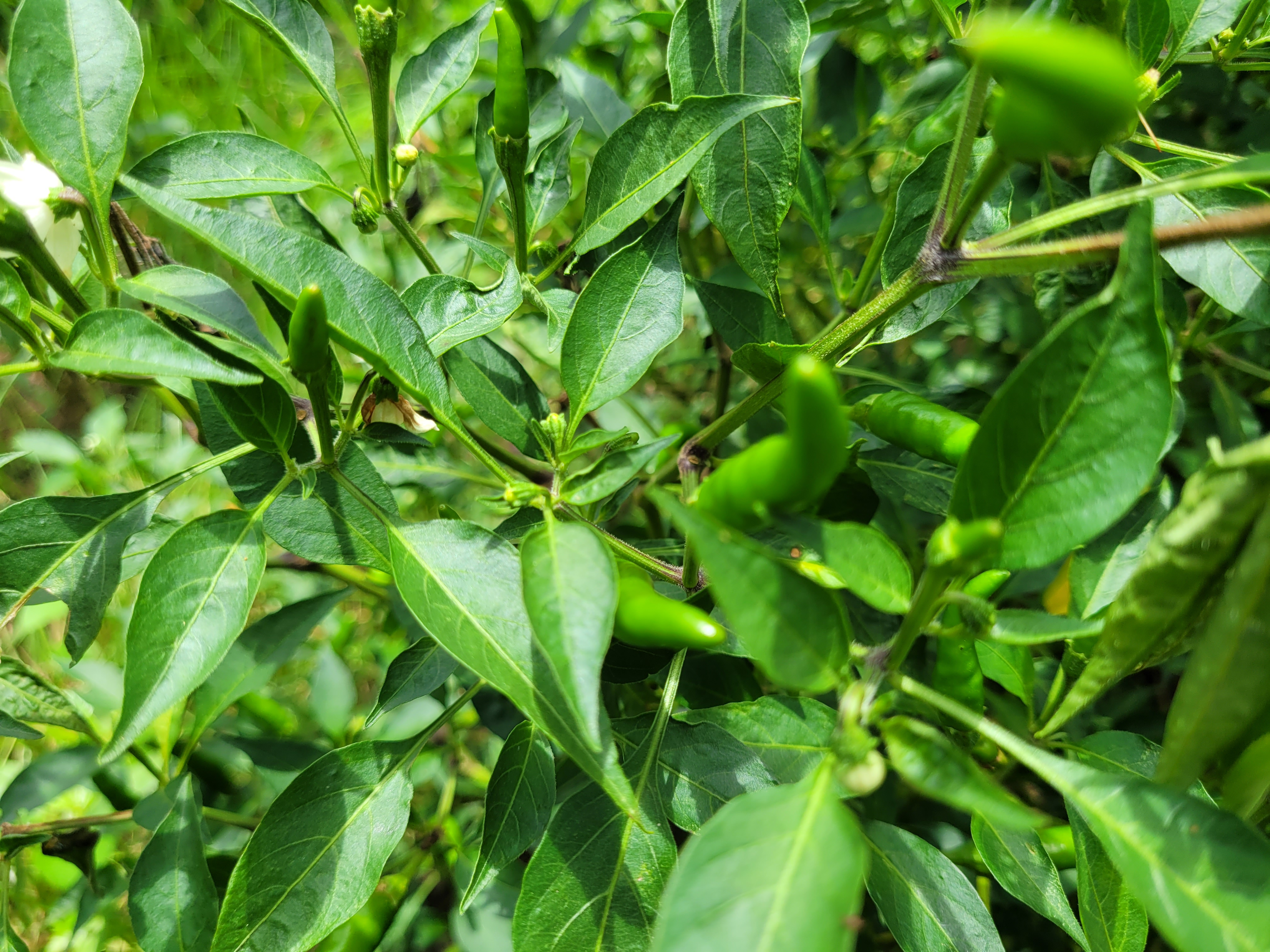